# 方尖碑 (生物学)
方尖碑（英文：obelisk)是一种“类病毒样元素”，首次在2024年1月的一篇预印本中描述，其作者称“方尖碑形成了自己独特的系统发育群”，因为它们的RNA序列，由计算机辅助的元转录组学发现，与任何其他生命形式的遗传密码不同源。
由于它们与其他生物的关系未知，它们是一个地位未定的群。

## 分布和病理学

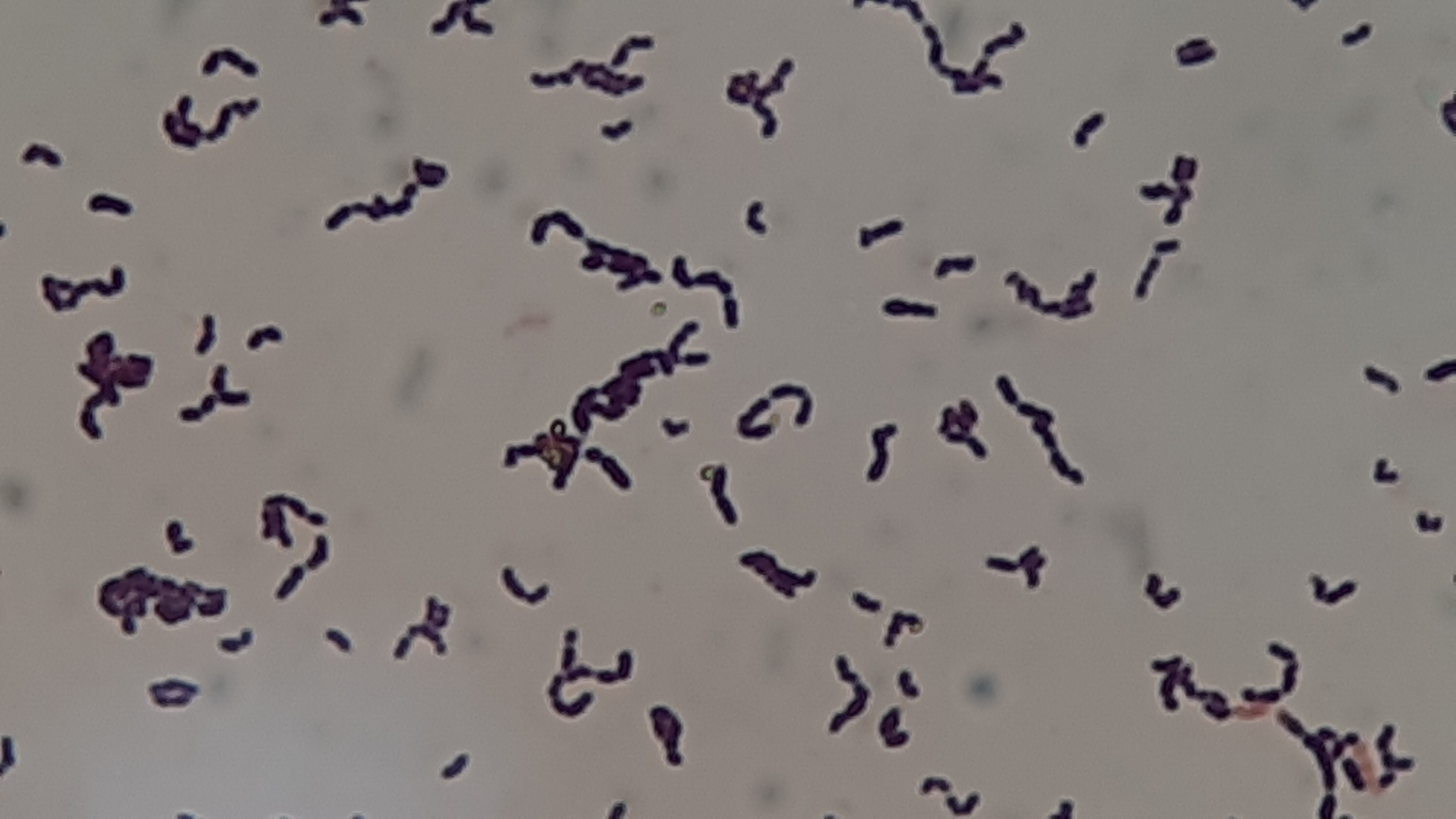
血清杆菌的革兰氏染色放大4000倍。

在人类粪便样本中发现了方尖碑，并且在取自人类口腔的血链球菌中也有。一些人类主体携带方尖碑超过300天。最初的研究显示，在所有大陆居住的个体的粪便样本中，大约有7％的样本中存在方尖碑，唾液样本约有50％。
方尖碑对人类健康的影响，如果有的话，尚待确定，以及它们的生命周期和复制依赖于什么因素等问题。

## 遗传学和生物化学
方尖碑的特征包括具有约1000个碱基对的环形RNA基因组组装件，以及囊括整个基因组的棒状二级结构。与类病毒相反，它们的RNA被翻译成蛋白质，在预印本中暂时称为“oblin”。那里列出的两种蛋白质已被命名为Oblin-1和Oblin-2。
首次结构预测表明，Oblin-1可以结合金属离子，因此可能参与细胞信号传导。Oblin-2具有典型的蛋白质复合物结合位点，因此可能与其宿主细胞的酶结合。

## 名称
预印本说：“由于有强预测的棒状二级结构，我们将这组RNA称为方尖碑-alpha。”...“长1164 nt，棒状二级结构非常显著...”（相对于环形组装结构的二级结构。）